# Mistrzostwa Świata Juniorów w Hokeju na Lodzie 2014/III Dywizja
Mistrzostwa Świata Juniorów w Hokeju na Lodzie III dywizji 2014 odbyły się w Turcji (Izmir). Zawody rozgrywane były w dniach 12–18 stycznia 2014.
W mistrzostwach trzeciej dywizji uczestniczyło 6 zespołów. Rozgrywały one mecze systemem każdy z każdym. Pierwsza drużyna turnieju awansowała do mistrzostw świata drugiej dywizji w 2015 roku.
Zawody rozgrywano w hali Izmir B.B. Ice S.H..

## Wyniki
| 12 stycznia 2014 | Meksyk | 0:4 | Belgia | Izmir B.B. Ice S.H., Izmir |

| Szczegóły      | Szczegóły   | Szczegóły       | Szczegóły                                                                                | Szczegóły                                |
| -------------- | ----------- | --------------- | ---------------------------------------------------------------------------------------- | ---------------------------------------- |
| Godzina: 13:00 |             | (0:2, 0:1, 0:1) | 03:44 (PP) M. van Egdom 06:47 (EQ) P. Cornelis 20:19 (EQ) Y. de Smet 56:43 (EQ) E. Goris | Widzów: 125 Sędzia główny: Tomasz Radzik |
| Godzina: 13:00 | 26 min. kar |                 | 10 min. kar                                                                              | Widzów: 125 Sędzia główny: Tomasz Radzik |

| 12 stycznia 2014 | Południowa Afryka | 0:6 | Nowa Zelandia | Izmir B.B. Ice S.H., Izmir |

| Szczegóły      | Szczegóły   | Szczegóły       | Szczegóły | Szczegóły                             |
| -------------- | ----------- | --------------- | --- | ------------------------------------- |
| Godzina: 16:30 |             | (0:0, 0:3, 0:3) | 30:19 (EQ) B. Roth 30:36 (EQ) T. Darling 34:03 (EQ) K. Fedor 50:43 (EQ) A. Henderson 54:54 (EQ) S. Harrison 55:42 (SH) K. Jagau | Widzów: 131 Sędzia główny: Stian Halm |
| Godzina: 16:30 | 10 min. kar |                 | 16 min. kar | Widzów: 131 Sędzia główny: Stian Halm |

| 12 stycznia 2014 | Bułgaria | 2:3 | Turcja | Izmir B.B. Ice S.H., Izmir |

| Szczegóły      | Szczegóły                                  | Szczegóły       | Szczegóły                                                      | Szczegóły                                     |
| -------------- | ------------------------------------------ | --------------- | -------------------------------------------------------------- | --------------------------------------------- |
| Godzina: 20:00 | M. Eftimov (EQ) 15:04 A. Genkov (PP) 55:21 | (1:0, 0:2, 1:1) | 26:27 (PP) O. Uzunali 35:39 (EQ) A. Demirer 40:37 (PP) B. Akay | Widzów: 575 Sędzia główny: Andreas Harnebring |
| Godzina: 20:00 | 118 min. kar                               |                 | 89 min. kar                                                    | Widzów: 575 Sędzia główny: Andreas Harnebring |

| 13 stycznia 2014 | Belgia | 4:1 | Nowa Zelandia | Izmir B.B. Ice S.H., Izmir |

| Szczegóły      | Szczegóły                                                                         | Szczegóły       | Szczegóły               | Szczegóły                                    |
| -------------- | --------------------------------------------------------------------------------- | --------------- | ----------------------- | -------------------------------------------- |
| Godzina: 13:00 | E. Goris (EQ) 16:50 Y. de Smet (PP) 19:59 F. Neven (PP) 20:50 F. Neven (PP) 46:27 | (2:1, 1:0, 1:0) | 08:32 (EQ) A. Henderson | Widzów: 52 Sędzia główny: Andreis Kudrjasovs |
| Godzina: 13:00 | 16 min. kar                                                                       |                 | 30 min. kar             | Widzów: 52 Sędzia główny: Andreis Kudrjasovs |

| 13 stycznia 2014 | Bułgaria | 0:6 | Meksyk | Izmir B.B. Ice S.H., Izmir |

| Szczegóły      | Szczegóły   | Szczegóły       | Szczegóły | Szczegóły                                    |
| -------------- | ----------- | --------------- | --- | -------------------------------------------- |
| Godzina: 16:30 |             | (0:0, 0:2, 0:4) | 27:12 (EQ) M. Colas 33:31 (EQ) N. Ibarra 50:10 (PP) J. Perez 52:26 (EQ) R. Fernandez 53:55 (EQ) G. Martinez 55:55 (EQ) R. Fernandez | Widzów: 72 Sędzia główny: Andreas Harnebring |
| Godzina: 16:30 | 16 min. kar |                 | 14 min. kar | Widzów: 72 Sędzia główny: Andreas Harnebring |

| 13 stycznia 2014 | Turcja | 4:1 | Południowa Afryka | Izmir B.B. Ice S.H., Izmir |

| Szczegóły      | Szczegóły                                                                         | Szczegóły       | Szczegóły              | Szczegóły                             |
| -------------- | --------------------------------------------------------------------------------- | --------------- | ---------------------- | ------------------------------------- |
| Godzina: 20:00 | G. Solak (PP) 06:27 G. Solak (EQ) 15:27 G. Solak (EQ) 19:59 O. Uzunali (PP) 30:33 | (3:1, 1:0, 0:0) | 13:26 (PP) S. Du Preez | Widzów: 376 Sędzia główny: Stian Halm |
| Godzina: 20:00 | 12 min. kar                                                                       |                 | 18 min. kar            | Widzów: 376 Sędzia główny: Stian Halm |

| 15 stycznia 2014 | Bułgaria | 2:3 pd. | Południowa Afryka | Izmir B.B. Ice S.H., Izmir |

| Szczegóły      | Szczegóły                                 | Szczegóły            | Szczegóły                                                          | Szczegóły                               |
| -------------- | ----------------------------------------- | -------------------- | ------------------------------------------------------------------ | --------------------------------------- |
| Godzina: 13:00 | K. Semkov (EQ) 13:49 V. Botsev (EQ) 24:13 | (1:1, 1:0, 0:1, 0:1) | 11:47 (EQ) K. Thornton 41:34 (PP) D. Compton 61:06 (PP) D. Compton | Widzów: 66 Sędzia główny: Tomasz Radzik |
| Godzina: 13:00 | 20 min. kar                               |                      | 8 min. kar                                                         | Widzów: 66 Sędzia główny: Tomasz Radzik |

| 15 stycznia 2014 | Meksyk | 0:5 | Nowa Zelandia | Izmir B.B. Ice S.H., Izmir |

| Szczegóły      | Szczegóły   | Szczegóły       | Szczegóły                                                                                               | Szczegóły                                    |
| -------------- | ----------- | --------------- | --- | -------------------------------------------- |
| Godzina: 16:30 |             | (0:0, 0:3, 0:2) | 29:10 (EQ) B. Roth 35:29 (EQ) C. Burns 38:13 (PP) B. Roth 41:53 (EQ) T. Darling 53:42 (PP) A. Henderson | Widzów: 83 Sędzia główny: Andreis Kudrjasovs |
| Godzina: 16:30 | 20 min. kar |                 | 10 min. kar                                                                                             | Widzów: 83 Sędzia główny: Andreis Kudrjasovs |

| 15 stycznia 2014 | Belgia | 9:0 | Turcja | Izmir B.B. Ice S.H., Izmir |

| Szczegóły      | Szczegóły | Szczegóły       | Szczegóły   | Szczegóły                             |
| -------------- | --- | --------------- | ----------- | ------------------------------------- |
| Godzina: 20:00 | J. Van Der Velde (EQ) 01:49 P. van Noten (EQ) 04:49 A. Milpas (SH) 10:27 P. Cornelis (PP) 25:06 P. van Noten (PP) 52:00 A. Kolodziejczyk (PP) 52:46 R. Michaux (EQ) 53:58 P. Cornelis (PP) 59:25 P. van Noten (EQ) 59:36 | (3:0, 1:0, 5:0) |             | Widzów: 660 Sędzia główny: Stian Halm |
| Godzina: 20:00 | 54 min. kar |                 | 32 min. kar | Widzów: 660 Sędzia główny: Stian Halm |

| 16 stycznia 2014 | Nowa Zelandia | 7:0 | Bułgaria | Izmir B.B. Ice S.H., Izmir |

| Szczegóły      | Szczegóły | Szczegóły       | Szczegóły   | Szczegóły                                    |
| -------------- | --- | --------------- | ----------- | -------------------------------------------- |
| Godzina: 13:00 | C. Burns (EQ) 02:25 L. Frear (PP) 07:44 L. Frear (EQ) 12:39 K. Jagau (SH) 23:15 S. Harrison (EQ) 32:40 A. Henderson (SH) 46:53 L. Frear (PP) 59:13 | (3:0, 2:0, 2:0) |             | Widzów: 69 Sędzia główny: Andreas Harnebring |
| Godzina: 13:00 | 24 min. kar |                 | 14 min. kar | Widzów: 69 Sędzia główny: Andreas Harnebring |

| 16 stycznia 2014 | Południowa Afryka | 2:6 | Belgia | Izmir B.B. Ice S.H., Izmir |

| Szczegóły      | Szczegóły                                 | Szczegóły       | Szczegóły | Szczegóły                                    |
| -------------- | ----------------------------------------- | --------------- | --- | -------------------------------------------- |
| Godzina: 16:30 | D. Compton (EQ) 03:41 R. Young (PP) 53:03 | (1:3, 0:2, 1:1) | 03:32 (EQ) B. Verhaegen 19:09 (PP) F. Neven 19:52 (EQ) Q. Bollue 30:30 (EQ) F. Neven 35:05 (PP) F. Neven 43:50 (EQ) R. Michaux | Widzów: 84 Sędzia główny: Andreis Kudrjasovs |
| Godzina: 16:30 | 30 min. kar                               |                 | 18 min. kar | Widzów: 84 Sędzia główny: Andreis Kudrjasovs |

| 16 stycznia 2014 | Turcja | 1:2 pk. | Meksyk | Izmir B.B. Ice S.H., Izmir |

| Szczegóły      | Szczegóły           | Szczegóły                 | Szczegóły                                | Szczegóły                                |
| -------------- | ------------------- | ------------------------- | ---------------------------------------- | ---------------------------------------- |
| Godzina: 20:00 | S. Kavaz (EQ) 19:16 | (1:0, 0:0, 0:1, 0:0, 0:1) | 58:25 (PP) J. Perez 65:00 (SO) N. Ibarra | Widzów: 783 Sędzia główny: Tomasz Radzik |
| Godzina: 20:00 | 4 min. kar          |                           | 10 min. kar                              | Widzów: 783 Sędzia główny: Tomasz Radzik |

| 18 stycznia 2014 | Meksyk | 8:1 | Południowa Afryka | Izmir B.B. Ice S.H., Izmir |

| Szczegóły      | Szczegóły | Szczegóły       | Szczegóły              | Szczegóły                            |
| -------------- | --- | --------------- | ---------------------- | ------------------------------------ |
| Godzina: 13:00 | A. Garcia (PP) 15:35 J. A. Cobo (PP) 25:07 B. Arjona (EQ) 26:32 S. Diaz (EQ) 33:02 C. Balcarcel (EQ) 34:21 A. Garcia (EQ) 35:34 M. Colas (SH) 41:17 D. Barron (PP) 57:27 | (1:1, 5:0, 2:0) | 04:42 (PP) S. D. Preez | Widzów: 72 Sędzia główny: Stian Halm |
| Godzina: 13:00 | 18 min. kar |                 | 47 min. kar            | Widzów: 72 Sędzia główny: Stian Halm |

| 18 stycznia 2014 | Nowa Zelandia | 10:2 | Turcja | Izmir B.B. Ice S.H., Izmir |

| Szczegóły      | Szczegóły | Szczegóły       | Szczegóły                              | Szczegóły                                |
| -------------- | --- | --------------- | -------------------------------------- | ---------------------------------------- |
| Godzina: 16:30 | S. Harrison (EQ) 05:49 L. Frear (EQ) 07:31 T. Kennedy (EQ) 20:34 B. Roth (EQ) 21:04 L. Frear (EQ) 30:33 A. Henderson (EQ) 34:25 A. Henderson (EQ) 38:11 A. Henderson (PP) 40:43 K. Jagau (EQ) 47:21 B. McCombe (EQ) 59:01 | (2:1, 5:1, 3:0) | 14:06 (PP) B. Akay 24:33 (EQ) G. Solak | Widzów: 466 Sędzia główny: Tomasz Radzik |
| Godzina: 16:30 | 56 min. kar |                 | 45 min. kar                            | Widzów: 466 Sędzia główny: Tomasz Radzik |

| 18 stycznia 2014 | Belgia | 14:0 | Bułgaria | Izmir B.B. Ice S.H., Izmir |

| Szczegóły      | Szczegóły | Szczegóły       | Szczegóły   | Szczegóły                                     |
| -------------- | --- | --------------- | ----------- | --------------------------------------------- |
| Godzina: 20:00 | P. van Noten (EQ) 05:30 M. van Egdom (EQ) 09:23 P. van Noten (EQ) 10:25 E. Mondelaers (SH) 12:37 J. Buelens (PP) 15:04 P. van Noten (SH) 26:58 J. Van Der Velde (EQ) 28:59 Q. Bollue (PP) 31:02 P. Cornelis (PP) 43:47 Q. Bollue (SH) 48:39 M. van Egdom (SH) 48:58 M. van Egdom (SH) 52:02 A. Milpas (EQ) 52:18 F. Neven (PP) 58:42 | (5:0, 3:0, 6:0) |             | Widzów: 172 Sędzia główny: Andreis Kudrjasovs |
| Godzina: 20:00 | 16 min. kar |                 | 10 min. kar | Widzów: 172 Sędzia główny: Andreis Kudrjasovs |

Tabela
| Lp. | Zespół            | M | Z | Zd | Pd | P | G+ | G- | +/− | Pkt |
| --- | ----------------- | - | - | -- | -- | - | -- | -- | --- | --- |
| 1.  | Belgia            | 5 | 5 | 0  | 0  | 0 | 37 | 3  | +34 | 15  |
| 2.  | Nowa Zelandia     | 5 | 4 | 0  | 0  | 1 | 29 | 6  | +23 | 12  |
| 3.  | Meksyk            | 5 | 2 | 1  | 0  | 2 | 16 | 11 | +5  | 8   |
| 4.  | Turcja            | 5 | 2 | 0  | 1  | 2 | 10 | 24 | –14 | 7   |
| 5.  | Południowa Afryka | 5 | 0 | 1  | 0  | 4 | 7  | 26 | –19 | 2   |
| 6.  | Bułgaria          | 5 | 0 | 0  | 1  | 4 | 4  | 33 | –29 | 1   |

    = awans do II dywizji, grupy B     = pozostanie w III dywizji